# Partido de Carlos Casares
Carlos Casares es uno de los 135 partidos que componen la provincia de Buenos Aires, Argentina. Su cabecera es la ciudad homónima. Se creó en el año 1907, con el nombre del gobernador de la provincia de Buenos Aires de ese momento, antiguamente se llamaba pueblo Antonio Maya y pertenecía a Nueve de Julio. Es un partido compuesto por varias localidades, a saber: Cadret, Bellocq, Moctezuma, Smith, La Sofía, Ordoqui, Hortensia, Mauricio Hirsch, Santo Tomás, Algarrobo y Centenario. Carlos Casares es la ciudad natal de Roberto Mouras y el Club Agropecuario Argentino. El partido dista unos 312 kilómetros de la Ciudad Autónoma de Buenos Aires, capital federal del país. 
Este partido tiene como fuente de ingreso económico los trabajos basados en el campo, como la agricultura y la ganadería. La gran mayoría de la población es descendiente de aquellos inmigrantes, principalmente italianos, españoles y judíos que se asentaron en el lugar.

## Límites
El partido de Carlos Casares limita al este con el partido de Nueve de Julio, al sur con los partidos de Bolívar e Hipólito Yrigoyen, al oeste con el partido de Pehuajó y al norte con el de Lincoln.

## Población
| Población | 15.143 | 21.169  | 19.209 | 19.324 | 20.104 | 20.126 | 21.125 | 22.237 | 23.100 |
| Variación | -      | +39,79% | -9,25% | +0,59% | +4,03% | +0,11% | +4,96% | +5,26% | +3,9%  |

## Localidades
- Carlos Casares 18.000 habitantes
- Smith 465 habitantes
- Bellocq 542 habitantes
- Moctezuma 471 habitantes
- Cadret 214 habitantes
- Hortensia 224 habitantes
- Ordoqui 174 habitantes
- Mauricio Hirsch 76 habitantes
- Colonia Mauricio 8 habitantes
- La Sofía 12 habitantes
- Parajes
  - Algarrobos
  - Centenario
  - Gobernador Arias
  - La Dorita
  - Santo Tomás

## Turismo
Carlos Casares tiene una de las chacras experimentales más importante de la provincia de Buenos Aires, esta se llama: Colonia Santa María. Otro lugar turístico es el recorrido que realizaron los primeros habitantes judíos del país, donde se encuentra el cementerio y la primera sinagoga del país que se encuentra en la localidad de Monteczuma, esta tiene más de 100 años. La ciudad también cuenta con dos museos, uno es el museo Roberto Mouras dedicado en forma de homenaje al corredor de autos, en turismo carretera. El otro museo es municipal, pero cuenta con objetos aborígenes nativos de la zona, elementos de lo inmigrantes y elementos antiguos del comercio. En la ciudad también hay un estadio de fútbol que la casa del club Agropecuario Argentino. 

## Gobierno municipal

### Intendentes municipales desde 1983
| Intendente               | Mandato                                           | Partido | Partido | Alianza | Alianza | Elecciones |
| ------------------------ | ------------------------------------------------- | ------- | ------- | ------- | ------- | ---------- |
| Héctor Miro              | 10 de diciembre de 1983 - 10 de diciembre de 1987 |         | UCR     |         | —       | 1983       |
| Pascual Ángel Rampi      | 10 de diciembre de 1987 - 10 de diciembre de 1991 |         | PJ      |         | FREJURE | 1987       |
| Pascual Ángel Rampi      | 10 de diciembre de 1991 - 10 de diciembre de 1995 |         | PJ      | FREJUFE | 1991    |            |
| Vicente Rodolfo Caprioli | 10 de diciembre de 1995 - 10 de diciembre de 1999 |         | PJ      | FREJUFE | 1995    |            |
| José Juan Andreoli       | 10 de diciembre de 1999 - 19 de abril de 2002     |         | UCR     |         | Alianza | 1999       |
| Omar Ángel Foglia        | 20 de abril de 2002 - 10 de diciembre de 2003     |         | UCR     |         | Alianza | 1999       |
| Omar Ángel Foglia        | 10 de diciembre de 2003 - 10 de diciembre de 2007 |         | UCR     | —       | 2003    |            |
| Omar Ángel Foglia        | 10 de diciembre de 2007 - 10 de diciembre de 2009 |         | AMC     |         | FCC     | 2007       |
| Luis Seraci              | 10 de diciembre de 2009 - 10 de diciembre de 2011 |         | UCR     |         | FCC     | 2007       |
| Walter Sergio Torchio    | 10 de diciembre de 2011 - 10 de diciembre de 2015 |         | PJ      |         | FPV     | 2011       |
| Walter Sergio Torchio    | 10 de diciembre de 2015 - 10 de diciembre de 2019 | 2015    | PJ      |         | FPV     |            |
| Walter Sergio Torchio    | 10 de diciembre de 2019 - 7 de diciembre de 2021  |         | PJ      | FdT     | 2019    |            |
| Daniel Ángel Stadnik     | 7 de diciembre de 2021 - 10 de diciembre de 2023  |         | PJ      | FdT     | 2019    |            |
| Daniel Ángel Stadnik     | 10 de diciembre de 2023 - En el cargo             |         | PJ      | UP      | 2023    |            |

1. ↑  Fue suspendido por el Concejo Deliberante por 90 días. Se suicidó el 6 de junio de 2002.
2. 1 2  Renunció para asumir como senador provincial.
3. ↑  El GEN se presentó con el nombre "Agrupación Municipal Casarense".

### Concejo Deliberante
El Poder Legislativo de Carlos Casares se compone de un Honorable Concejo Deliberante compuesto por 14 integrantes, y un Concejo Escolar compuesto de 6 integrantes.